# Sytuacja prawna i społeczna osób LGBT na Węgrzech

## Prawo wobec kontaktów homoseksualnych
Kontakty homoseksualne zostały zalegalizowane na Węgrzech w 1962 roku. W 2004 roku zrównano ze sobą wiek osób legalnie dopuszczających się kontaktów homo- i heteroseksualnych; wynosi on 14 lat. Był to wynik decyzji Trybunału Konstytucyjnego z 2002 roku, który uznał ówczesne przepisy za niezgodne z konstytucją. W czerwcu 2021 wprowadzono prawo kryminalizujące istnienie osób LGBT w przestrzeni publicznej. Węgierski parlament głosami rządzącej partii Fidesz i skrajnie prawicowej partii Jobbik przyjął (wzorowaną na rosyjskiej) ustawę, zakazującą udostępniania osobom nieletnim jakichkolwiek treści przedstawiających homoseksualizm i operacje korekty płci.

## Ochrona prawna przed dyskryminacją

### Ogólnokrajowa
Węgierskie prawo gwarantuje ogólny zakaz dyskryminacji przez wzgląd na orientację seksualną. Został on zawarty w „Akcie o Równym Traktowaniu” i obejmuje różne dziedziny życia, między innymi miejsce pracy. Przepisy te obowiązują w kraju od 2004 roku.
Podobny zakaz został również zawarty w „Akcie o Zdrowiu Publicznym” z 1997 roku.
W 1995 roku sąd rozszerzająco zinterpretował konstytucję, orzekając, że chroni ona przed dyskryminacją również z powodu orientacji seksualnej, nawet jeśli taki zapis nie jest tam wyraźnie ujęty.
Geje nie są wykluczeni ze służby wojskowej z powodu swojej orientacji seksualnej.

### Azyl
Węgierskie przepisy prawne nie przyznają prawa do ubiegania się o azyl polityczny z powodu prześladowań przez wzgląd na orientację seksualną we własnym kraju.

## Uznanie związków osób tej samej płci

### Ogólnokrajowe
W 1996 roku Węgry zalegalizowały konkubinaty par tej samej płci. Było to następstwem decyzji sądu, która zapadła rok wcześniej. Przyznają one takie same prawa, jak w przypadku konkubinatów par heteroseksualnych. Konkubinaty dają tylko część praw z tych, jakie mają małżeństwa, m.in. wykluczają adopcję dzieci. Pary nie są oficjalnie rejestrowane w urzędzie, za każdym razem muszą zwracać się do sądu.
W grudniu 2007 roku Węgry zalegalizowały związki partnerskie między osobami tej samej i przeciwnej płci. Parom, które zawrą związek, będą przysługiwały niemal wszystkie prawa właściwe dla małżeństw. Istotnymi ograniczeniami, w porównaniu do małżeństw, będą: brak możliwości adopcji dzieci, przyjęcia nazwiska partnera oraz prawa do refundacji zapłodnienia in vitro. Prawo to zostało przyjęte przez węgierski parlament 185 głosami za, przy 154 głosach przeciw i dziewięciu wstrzymujących się i weszło w życie w 2009 roku. Projekt ten został zaproponowany przez węgierską partię socjalistyczną – MSzP.
Liberalna partia SzDSz wzywa rząd do legalizacji małżeństw homoseksualnych.
Według badania Pew Research Center z 2023 roku, 31% Węgrów popiera małżeństwa osób tej samej płci i 64% było przeciwko. Taki wynik plasuje Węgry na skrajnym położeniu w Europie z najsilniejszym sprzeciwem, silniejszym niż w Polsce (54%). W badaniu jednak nie uwzględniono wielu krajów, np. Serbii i Rumunii. 

## Życie osóbLGBTw kraju

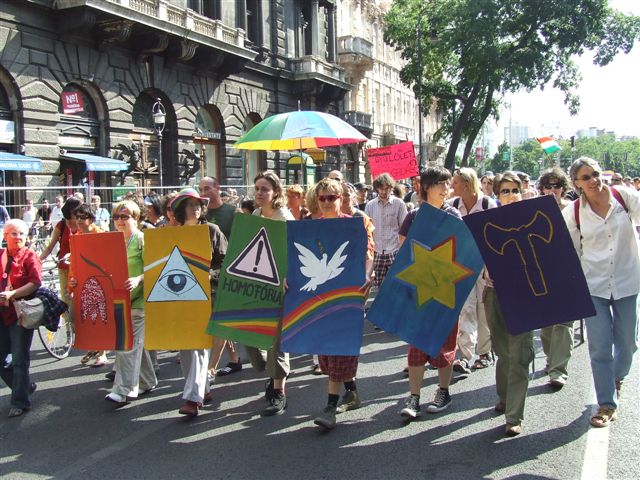
Parada równości w Budapeszcie, rok 2008

Mieszkańcy Węgier są w większości przeciwnikami możliwości zawierania małżeństw homoseksualnych. Optują również za brakiem możliwości adopcji dzieci przez takie pary. Większa część badanych jest również przeciwna homoseksualnym związkom partnerskim.
| Poparcie Węgrów wobec                           | Za | Przeciw |
| ----------------------------------------------- | -- | ------- |
| Homoseksualnych związków partnerskich (2005)    | 36 | 58      |
| Małżeństw homoseksualnych (2003)                | 37 | 55      |
| Małżeństw homoseksualnych (2005)                | 25 | 70      |
| Małżeństw homoseksualnych (2006)                | 18 |         |
| Adopcji dzieci przez osoby homoseksualne (2003) | 34 | 61      |
| Adopcji dzieci przez osoby homoseksualne (2005) | 25 | 71      |
| Adopcji dzieci przez osoby homoseksualne (2006) | 13 |         |
| Zna osobiście geja lub lesbijkę (2005)          | 8  | 87      |

Źródło (za 2006):

Na Węgrzech istnieje duża scena gejowska. Jej centrum jest Budapeszt. Miasto to dysponuje dziesiątkami lokalów (puby, bary, dyskoteki, sauny, hotele, restauracje itp.) gejowskich i gay-friendly. Ponadto w każdym dużym (ponad 100 tys. mieszk.) mieście i w wielu mniejszych istnieje przynajmniej jeden lokal, w którym geje i lesbijki mogą czuć się w miarę swobodnie.
W kraju wydawane są publikacje, działają liczne organizacje o zasięgu ogólnokrajowym zajmujące się niesieniem pomocy przedstawicielom LGBT i walką z nietolerancją czy o równouprawnienie. Każdego roku ulicami stolicy maszerują parady mniejszości seksualnych (gay pride parade). Jedną z najliczniejszych tego typu imprez była parada w 2003 roku, która zgromadziła około 3 tys. uczestników.